# Taddeo Carlone

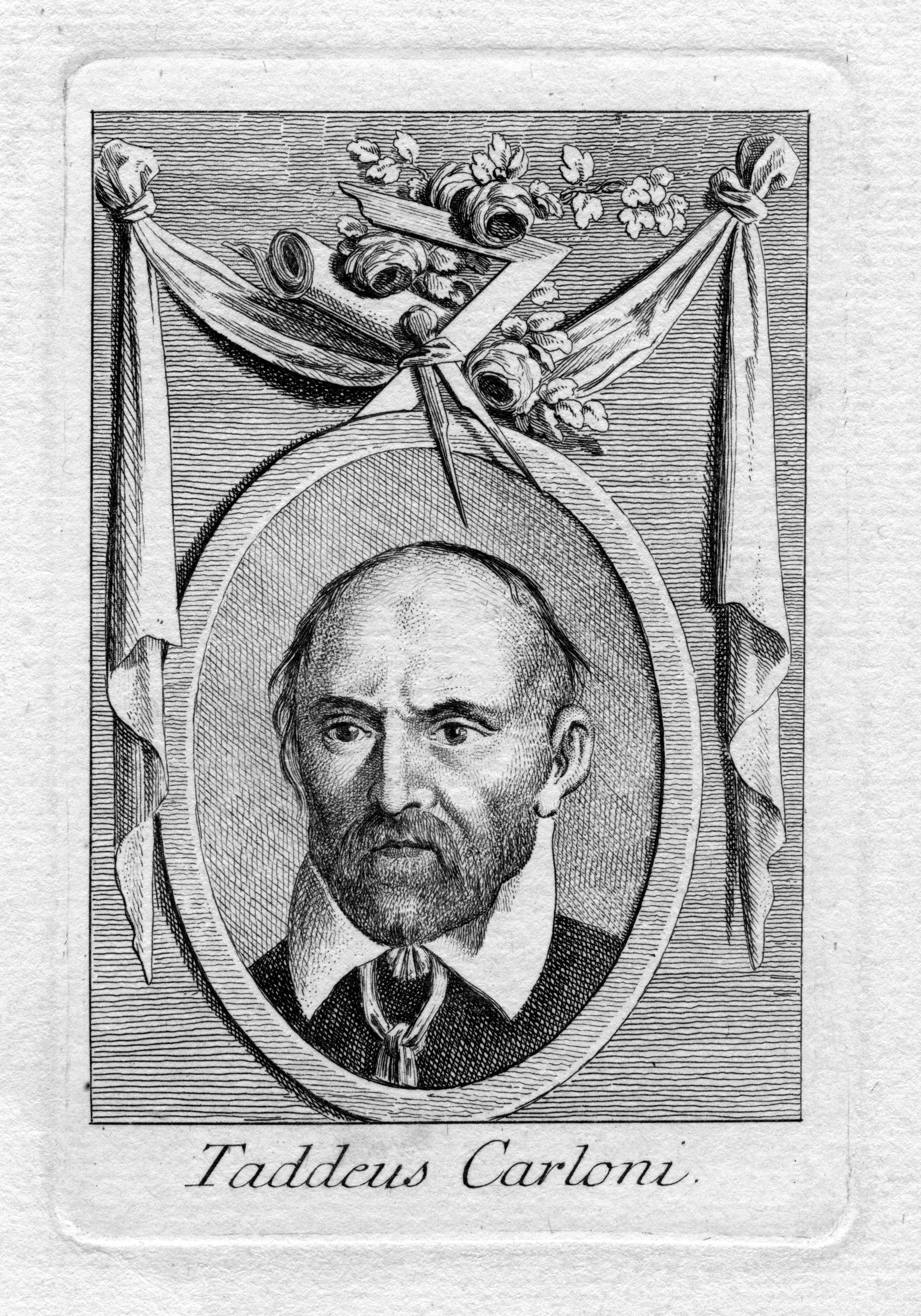
Portret van Taddeo Carlone

Taddeo Carlone (Rovio 1543 – Genua, 25 maart 1613) was een Italiaanse kunstschilder en architect uit de laat-maniëristische periode in Genua.

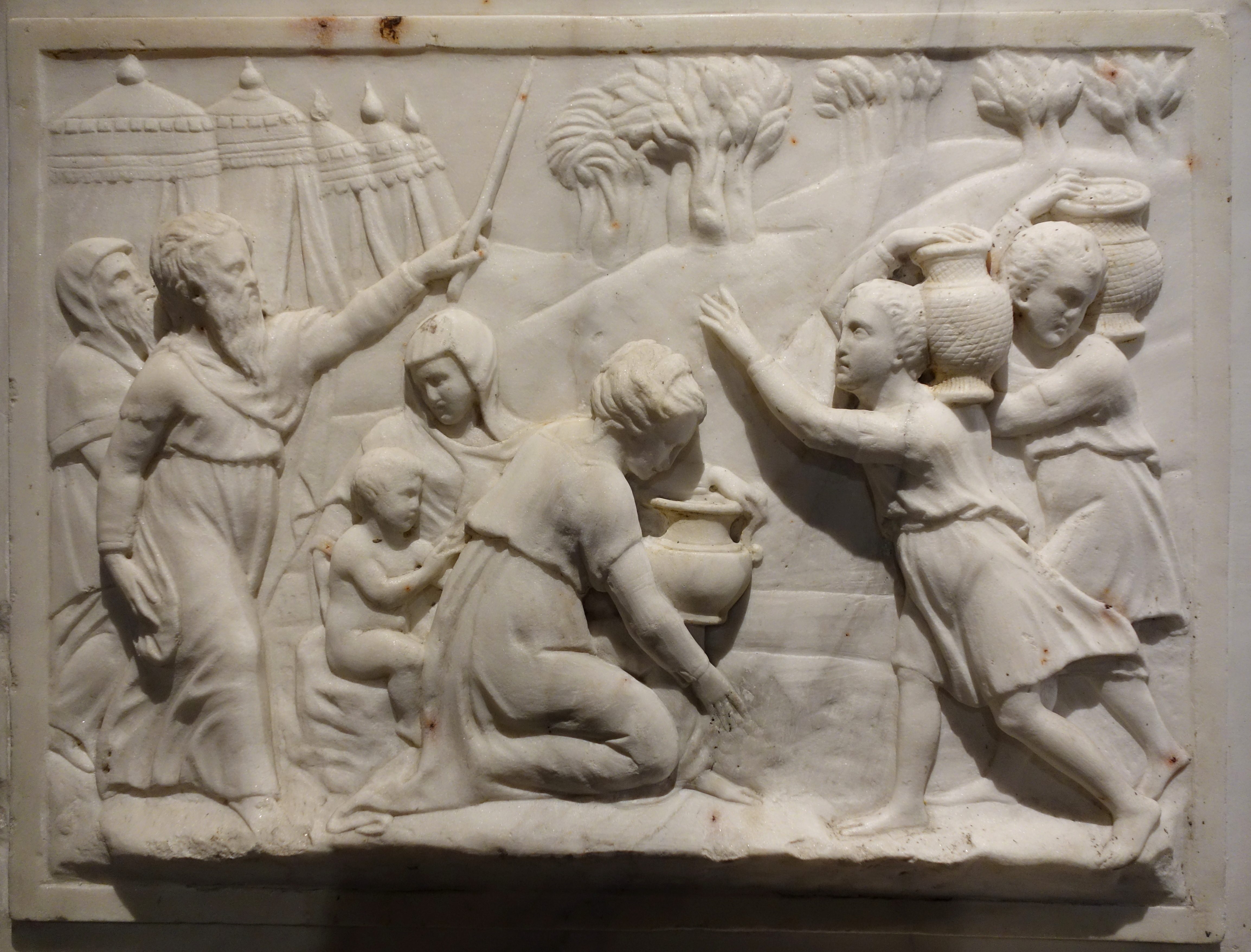
Mozes slaat water uit de rots, 1600, Museo Diocesane, Genua

## Biografie
Taddeo was de zoon van beeldhouwer Giovanni Carlone die afkomstig was uit Rovio in het Zwitserse kanton Ticino. Hij volgde zijn vader samen met zijn broer Giuseppe Carlone naar Genua omstreeks 1560. Taddeo kreeg een basisopleiding van zijn vader, maar ging daarna voor een studiereis naar Rome. Omstreeks 1570 was hij terug in Genua waar hij in 1570 en 1573 gedocumenteerd werd voor beeldhouwwerk uitgevoerd samen met zijn vader. In 1574 bouwde hij samen met Bernardino da Nove en Il Valsoldo het grafmonument van Ceba Doria in de Santa Maria della Cella in Sampierdarena, en in 1576, in dezelfde kerk, dat van Gian Battista Doria. In de daaropvolgende jaren werkte hij aan de decoratie van de gevels en portalen van verschillende stadspaleizen in Genua onder meer voor Nicolò Grimaldi en Doria Tursi en aan de Villa di Fassolo voor Giovanni Andrea Doria. In 1578 kreeg hij een opdracht van de stad voor de fontein op de Piazza Soziglia. Tijdens de pestepidemie van 1578-1579 trok hij zich terug in het klooster van San Francesco in Casteletto waar hij zes kapellen bouwde in de linkervleugel van de kerk. Ook in de daaropvolgende jaren was hij betrokken bij de versiering van diverse stadspaleizen en kerken en maakte hij verschillende standbeelden om gevels en portalen op te luisteren.

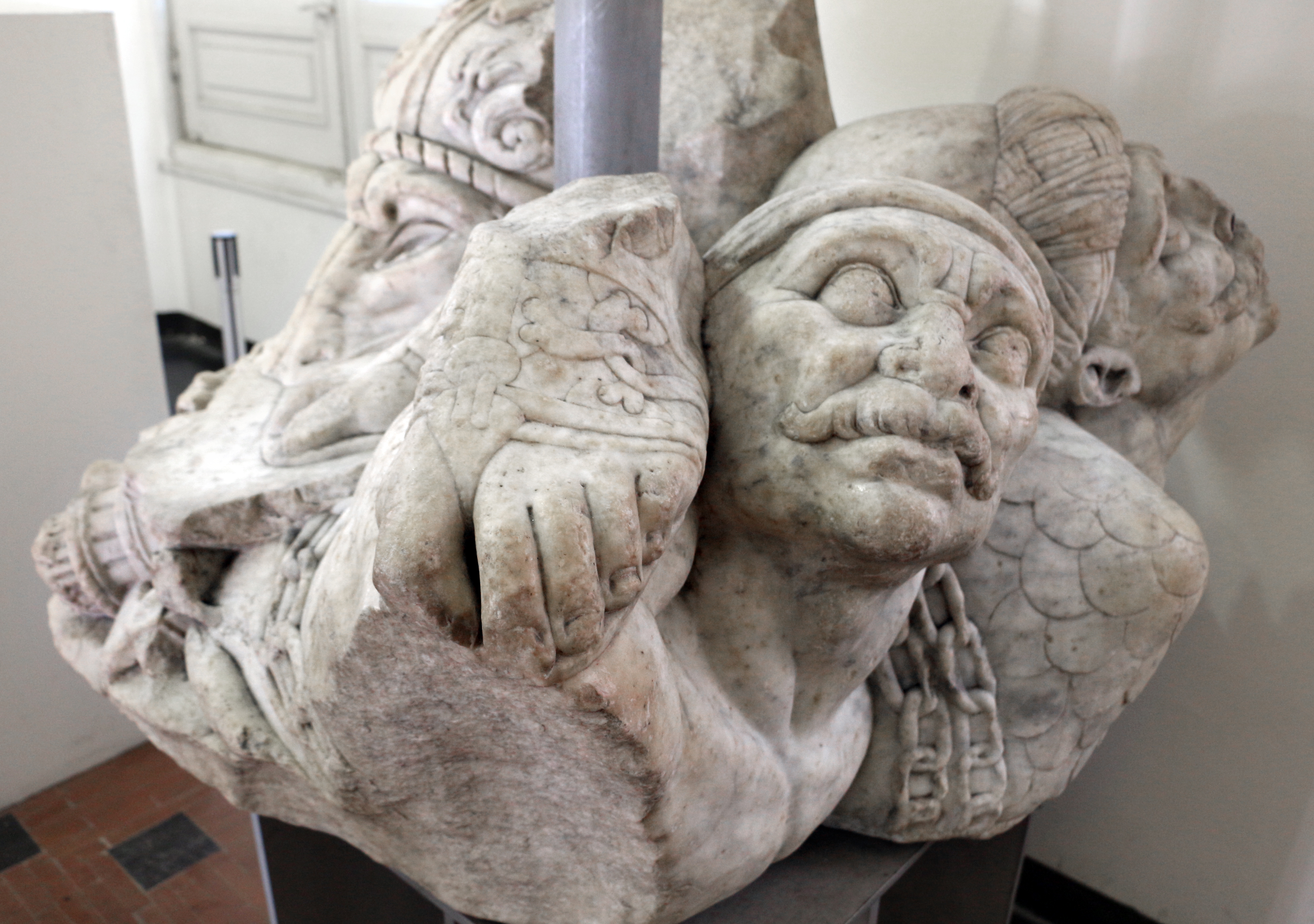
Resten van het standbeeld van Giovanni Andrea Doria, ca. 1590, Palazzo Ducale, Genua

Taddeo trouwde met Geronima Verra en had vier zonen, van wie Bernardo (1590) beeldhouwer was, en Giovanni Battista (1603) en Giovanni (1584) schilders waren. Ook bij de volgende generaties waren nog verscheidene kunstenaars, onder meer de schilder Andrea Carlone, de zoon van Giovanni Battista.

## Web links
- Carlone, Italian family of artists op Web Gallery of Arts

- Bibliothèque nationale de France: cb16999385m (data)
- Gemeinsame Normdatei: 124976751
- Historisch woordenboek van Zwitserland: 024520
- International Standard Name Identifier: 0000 0001 1578 7270
- Library of Congress Control Number: no2015077305
- SIKART: 4029382
- Union List of Artist Names: 500008710
- Virtual International Authority File: 95734259
- WorldCat: E39PBJgHcjdRfDbX94dkrDVwG3